# Tadeusz Jaworski (reżyser)
Tadeusz Jaworski (ur. 20 lutego 1926 w Tarnopolu, zm. 11 lipca 2017 w Toronto) – polski reżyser i scenarzysta filmów dokumentalnych.
Wychował się w Czortkowie, gdzie po raz pierwszy zetknął się ze sztuką filmową, uczęszczając do tamtejszych kin, będących własnością wujów Jerzego Janickiego. Absolwent Wydziału Reżyserii Państwowej Wyższej Szkoły Filmowej w Łodzi (dyplom 1951 lub 1953). W latach 1952–1956 pracował Wytwórni Filmów Oświatowych w Łodzi a następnie w Wytwórni Filmów Dokumentalnych w Warszawie (do 1968). W 1969 wyemigrował do Kanady (zmuszony ze względów politycznych). W 1973 został nominowany do Oscara w kategorii krótki film dokumentalny za Selling out (1972). W Kanadzie pracował m.in. jako wykładowca w Humber College w Toronto, gdzie na Wydziale Mediów wykładał scenopisarstwo i reżyserię. Członek Royal Canadian Academy of Arts. Bohater filmów dokumentalnych w reżyserii Grzegorza Królikiewicza: Wieczny Tułacz (2012) oraz Obydwoje.

## Wybrane nagrody i wyróżnienia
- 1961: Międzynarodowy Festiwal Filmów Krótkometrażowych w Oberhausen - wyróżnienie jury za Przewoźnicy z Accry
- 1963: Ogólnopolski Festiwal Filmów Krótkometrażowych w Krakowie - Grand Prix oraz Syrenka Warszawska za Źródło
- 1967: Ogólnopolski Festiwal Filmów Krótkometrażowych w Krakowie - Srebrny Lajkonik za Sekretarz
- 1967: Złoty Ekran w kategorii artystycznej za rok 1966
- 1973: nominacja do Oscara w kategorii krótki film dokumentalny za Selling out
- 2009: Srebrny Medal „Zasłużony Kulturze Gloria Artis”
- 2012: Odznaka Honorowa „Bene Merito” od Ministra Spraw Zagranicznych za działalność wzmacniającą pozycję Polski na arenie międzynarodowej[3]
- 2012: Medal Diamentowego Jubileuszu Królowej Elżbiety II[5]

W 1999 Akademia Teatru Telewizji wytypowała 100 najlepszych przedstawień w historii Teatru Telewizji - jednym z nich zostali Chłopcy Stanisława Grochowiaka w reżyserii Tadeusza Jaworskiego (1966).